# 切尔尼扬卡 (别尔哥罗德州)
切尔尼扬卡（羅馬化：Chernyanka）是俄罗斯别尔哥罗德州的市级镇、切尔尼扬卡区行政中心，位于中俄罗斯高地，在顿河流域内奥斯科尔河畔。
1656年首见于文献。2021年有人口14,883人；2010年人口15,217；2002年人口15,067；1989年人口13,475。